# Marijan Budimir
Marijan Budimir (Spalato, 19 ottobre 1980) è un allenatore di calcio ed ex calciatore croato, di ruolo difensore, commissario tecnico della nazionale Under-17 croata.

## Carriera

### Giocatore

#### Nazionale
Iniziò la carriera con la nazionale giovanile nel 1996, vestendo due volte la maglia della nazionale U-17.
Dal 1998 al 1999 indossò la maglia della Croazia U-19 per cinque partite e andando due volte a segno.

### Allenatore

#### Gli inizi nel calcio giovanile
Nel 2016 conclusa l'esperienza al RNK Spalato, diventa allenatore della sezione U-19 dell'Hajduk Spalato. 
Nel luglio 2019 prende nuovamente le redini della sezione U-19 dei Bili. Nella stagione 2020-2021 guida la sezione U-19 alla vittoria, con ben due giornate di anticipo, del campionato di categoria, titolo che mancava nella città dalmata dalla stagione 2011-2012. Si ripete l'anno seguente guidando nuovamente l'Hajduk U-19 alla vittoria del campionato di categoria. Nella stagione 2022-2023 raggiunge una storica qualificazione alla finale di UEFA Youth League, diventando così l'Hajduk la prima squadra croata a raggiungere la finale di una competizione UEFA.

#### Široki Brijeg
Il 16 giugno 2023, dopo aver lasciato le giovanili dell'Hajduk Spalato, viene nominato allenatore del Široki Brijeg. Debutta sulla panchina del Široki il 4 agosto seguente in occasione della vittoria in campionato in casa del Posušje (1-2). Viene sollevato da tale incarico il 23 dicembre, dopo 22 giornate di campionato (6 vittorie, 8 pareggio e 8 sconfitte) alla guida dei Plavi.

#### Croazia U-17
il 20 febbraio 2024 succede a Robert Jarni il ruolo di commissario tecnico della nazionale Under-17 croata.

## Statistiche

### Cronologia presenze e reti in nazionale
| Cronologia completa delle presenze e delle reti in nazionale ― Croazia under 19 | Cronologia completa delle presenze e delle reti in nazionale ― Croazia under 19 | Cronologia completa delle presenze e delle reti in nazionale ― Croazia under 19 | Cronologia completa delle presenze e delle reti in nazionale ― Croazia under 19 | Cronologia completa delle presenze e delle reti in nazionale ― Croazia under 19 | Cronologia completa delle presenze e delle reti in nazionale ― Croazia under 19 | Cronologia completa delle presenze e delle reti in nazionale ― Croazia under 19 | Cronologia completa delle presenze e delle reti in nazionale ― Croazia under 19 |
| Data                                                                            | Città                                                                           | In casa                                                                         | Risultato                                                                       | Ospiti                                                                          | Competizione                                                                    | Reti                                                                            | Note                                                                            |
| ------------------------------------------------------------------------------- | ------------------------------------------------------------------------------- | ------------------------------------------------------------------------------- | ------------------------------------------------------------------------------- | ------------------------------------------------------------------------------- | ------------------------------------------------------------------------------- | ------------------------------------------------------------------------------- | ------------------------------------------------------------------------------- |
| 7-10-1998                                                                       | Michalovce                                                                      | Croazia under 19                                                                | 4 – 3                                                                           | Slovacchia under 19                                                             | Qual. Europeo Under-19 1999                                                     | -                                                                               |                                                                                 |
| 9-10-1998                                                                       | Vranov nad Topľou                                                               | Croazia under 19                                                                | 1 – 0                                                                           | Finlandia under 19                                                              | Qual. Europeo Under-19 1999                                                     | -                                                                               |                                                                                 |
| 11-10-1998                                                                      | Michalovce                                                                      | Malta under 19                                                                  | 0 – 9                                                                           | Croazia under 19                                                                | Qual. Europeo Under-19 1999                                                     | 2                                                                               |                                                                                 |
| 24-3-1999                                                                       | Pola                                                                            | Croazia under 19                                                                | 0 – 4                                                                           | Francia under 19                                                                | Qual. Europeo Under-19 1999                                                     | -                                                                               |                                                                                 |
| 12-5-1999                                                                       | Clermont-Ferrand                                                                | Francia under 19                                                                | 1 – 2                                                                           | Croazia under 19                                                                | Qual. Europeo Under-19 1999                                                     | -                                                                               | 90+2’                                                                           |
| Totale                                                                          |                                                                                 | Presenze                                                                        | 5                                                                               |                                                                                 | Reti                                                                            | 2                                                                               |                                                                                 |

## Palmarès

### Giocatore

#### Competizioni nazionali
- Coppa di Slovenia: 1

Celje: 2004-2005

### Allenatore

#### Competizioni giovanili
- Juniorsko prvenstvo Hrvatske u nogometu: 2

Hajduk Spalato: 2020-2021, 2021-2022